# Friedrich Adolf Sötebier
Friedrich Adolf Sötebier (* 19. März 1896 in Hohenbostel; † 22. Februar 1973 in Wennigsen (Deister)) war ein deutscher akademischer Bildhauer. Er wurde durch seine Interpretation Martin Luthers in seinen Luther-Statuen bekannt. In Springfield in den Vereinigten Staaten von Amerika wurde er 1957 mit dem Ehrendoktortitel ausgezeichnet. Seine künstlerischen Vorbilder waren Lucas Cranach der Ältere, Ernst Barlach, Aristide Maillol und Wilhelm Lehmbruck. Seine Werke befinden sich in Deutschland, in den Vereinigten Staaten von Amerika und in Kanada.

## Leben
Friedrich Adolf Sötebier wurde am 19. März 1896 in Hohenbostel geboren. Weil seine Eltern früh starben,  wuchs er bei seiner Tante in Hannover auf. Er besuchte das Gymnasium Tellkampfschule in Hannover im Stadtteil Südstadt. Sein liebstes Schulfach war der Zeichenunterricht; dort entwickelte er seine zeichnerischen Fähigkeiten. In Darmstadt studierte er Elektrotechnik an der Technischen Hochschule Darmstadt. Im Jahr 1919 begann er sein Architekturstudium an der Technischen Hochschule Hannover, aus Geldmangel musste er das Studium aber abbrechen. 1920 bewarb er sich vergeblich um Aufnahme in das Staatliche Bauhaus Weimar. Später studierte er an der kunstgewerblichen Meisterschule in Köln. Um sein Studium zu finanzieren, arbeitete er in Holzbildhauerwerkstätten. Ab 1924 studierte er Bildhauerei bei dem Bildhauer und Professor Karl Killer (* 1873 — † 1948) und bei Professor Joseph Wackerle (* 15. Mai 1880  — † 20. März 1959) an der Akademie der Bildenden Künste München. Ab 1927 war er Meisterschüler von Professor Joseph Wackerle. Anschließend ging er nach Berlin, wo er Aktzeichnen, Kopfzeichnen und Modellieren unterrichtete. Dort schuf er 1930 die Mädchenfigur aus Bronze, die in der Dorfstraße des ehemaligen Fischerdorfes Tiefwerder in Spandau gestanden hatte, bis sie im Zuge der Buntmetallsammlungen im Zweiten Weltkrieg entfernt und eingeschmolzen wurde. Friedrich Adolf Sötebier gehörte der Münchener Künstlergenossenschaft Luitpold-Gruppe Bund München an und nahm an der Düsseldorf - Münchener Kunstausstellung, Kunstpalast Düsseldorf vom 14. Mai bis 31. August 1932 teil. Während des Dritten Reiches verzichtete er auf künstlerische Arbeit. 1946 war er ein Mitbegründer der „Vereinigung freier bildender Künstler“.
Am 30. März 1931 heiratete er seine Frau Elsbeth geb. Litsche (* 1896; † 1977). Der Sohn Oskar-Adolf (* 23. Dezember 1931) wanderte im Jahr 1952 nach Kanada aus und der Sohn Fritz-Eilert (* 17. März 1936) wanderte im Jahr 1954 ebenfalls nach Kanada aus.
1948 kehrte Friedrich Adolf Sötebier nach Hannover zurück. Bis 1959 wohnte er zuletzt in der Podbielskistraße 288 (frühere Hausnummer 116, Neubenennung 288). Sein Atelier war dort in seiner Wohnung im fünften Stockwerk. Seine Werkstatt befand sich bis 1959 in der Nähe dieser Wohnung in einer inzwischen abgerissenen Baracke in der Grete-Jürgens-Straße. Er lehrte an der Volkshochschule Hannover Aktzeichnen, Kopfzeichnen und Modellieren. 1959 errichtete er nach seinen eigenen Vorstellungen in Wennigsen (Deister) sein Haus mit Werkstatt und Atelier an der Wiesenstraße 25. Am 22. Februar 1973 starb er in Wennigsen; er wurde dort auf dem Friedhof begraben.

## Werke (Auswahl)

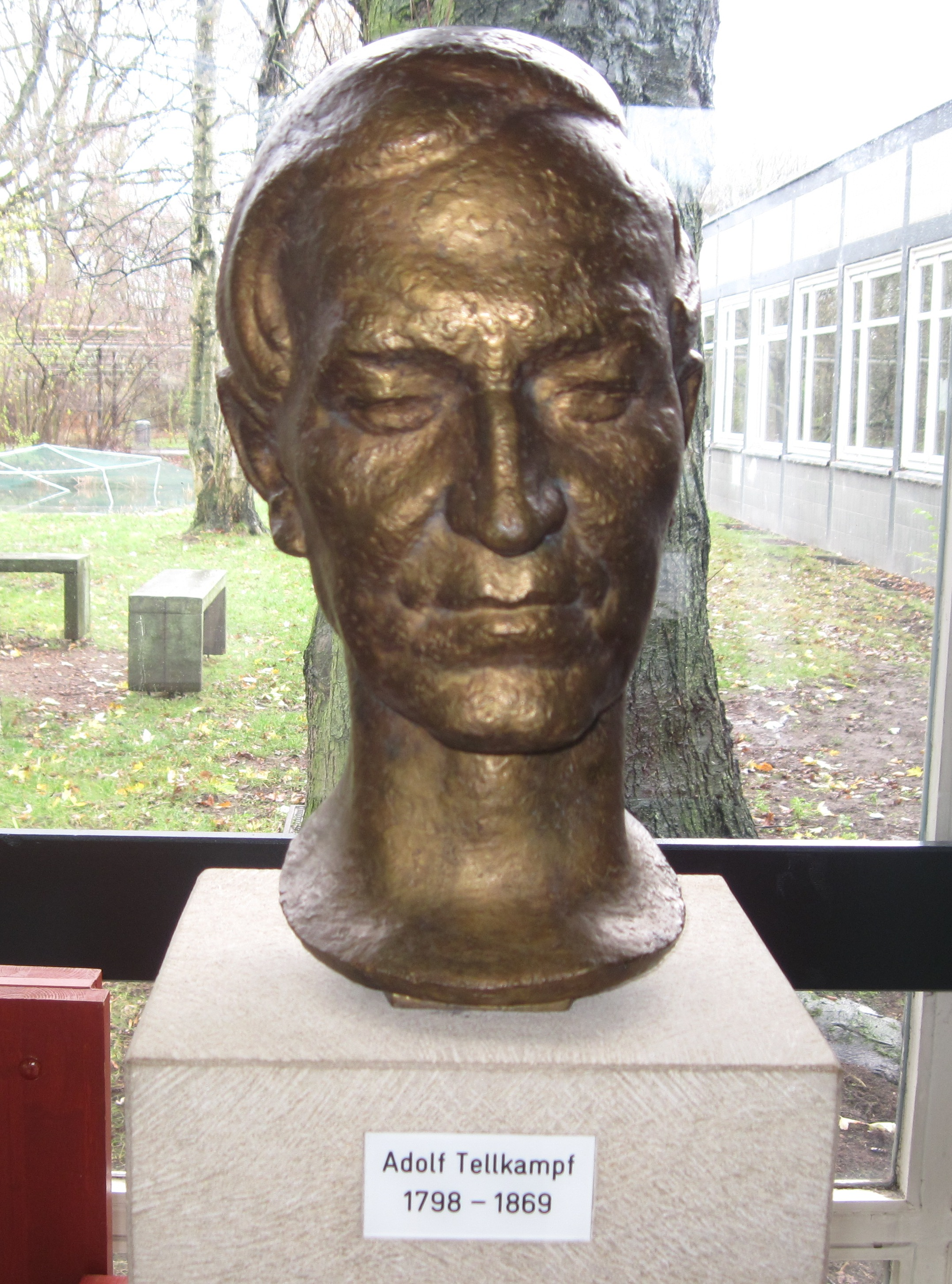
Büste von Adolf Tellkampf im Foyer der Tellkampfschule in Hannover

- 1930: Die Mädchenfigur aus Bronze stand in der Dorfstraße des ehemaligen Fischerdorfes Tiefwerder in Spandau, der genaue damalige Standort in der Dorfstraße ist nicht bekannt. Die 20 Kilogramm schwere Figur wurde im Zuge der Buntmetallsammlungen im Zweiten Weltkrieg entfernt und eingeschmolzen.[6]
- 1950: Die Tellkampf-Büste steht im Eingangsbereich des Gymnasiums Tellkampfschule in Hannover, Altenbekener Damm 83, im Stadtteil Südstadt.[7][8]
- 1950: Neugestaltung des im Zweiten Weltkrieg zerstörten Relief-Medaillon mit dem Bildnis von Johann Gerhard Helmcke am Helmcke-Denkmal im Georgengarten von Hannover an der Herrenhäuser Allee Ecke Schneiderberg Franziusinstitut. Das Portraitrelief trägt die Signatur von Friedrich Adolf Sötebier. Das Helmcke-Denkmal wurde 1928 geschaffen zu Ehren von Johann Gerhard Helmcke (1750–1824), einem reichen Bäckermeister aus der Calenberger Neustadt, der während der Zeit der französischen Besatzung den Franzosen um 1807 die Herrenhäuser Allee abkaufte und die Allee dadurch vor der Abholzung rettete. Am Eingang der Allee am Königsworther Platz stehen noch heute mehrere der 1726/27 durch Ernst August Charbonnier gepflanzten Bäume. Das Helmcke-Denkmal wurde 1950 nach Kriegsangriffen im Zweiten Weltkrieg erneuert; dabei schuf Friedrich Adolf Sötebier das Portraitmedaillon. Die Inschrift auf dem Muschelkalk-Block gestaltete ein anderer Künstler, dessen Künstlersignatur noch nicht identifiziert werden konnte (Stand: April 2012).
- 1954: Figur des Oscar Winter vom Holzmarktbrunnen am Holzmarkt in Hannover. Der Holzmarktbrunnen steht vor dem Leibnizhaus.[9]
- 1957: Friedrich Adolf Sötebier schuf die 200 cm hohe Bronzefigur Sinnende 1957 ohne Auftrag. Sie wurde später von der Stadt Hannover im Stadtpark von Hannover aufgestellt. Sie befindet sich dort an der linken Außenwand vom Rosencafé. Die Zufahrt ist von der Clausewitzstraße aus zur Kleefelder Straße bis zum Schild Rosencafe.[10]
- 1957: Bronzebüste des Landesbischofs August Marahrens steht wahrscheinlich im Kloster Loccum, Im Kloster 2, 31547 Rehburg-Loccum.[11]
- 1958: Bronzeplastik einer schwebenden Gestalt als Ehrenmal auf dem Böhler Friedhof der Stadt Plettenberg.[12]
- 1957: Die Luther Statue aus Bronze steht im Campus des Concordia Theological Seminary[13] in Fort Wayne, Indiana, Vereinigte Staaten.
- 1960: Luther at 38[14] steht als Zweitfassung der Bronzestatue von Fort Wayne[15] vor der First Lutheran Church in Louisville, Kentucky, Vereinigte Staaten.
- 1960: Die Luther-Büste steht in Wennigsen (Deister) an der Degerser Straße auf dem Vorplatz der Klosterkirche.[16] Sie ist eine Nachbildung des Kopfes der Bronzestatue, die Friedrich Adolf Sötebier für die Stadt Springfield (Illinois) gefertigt hat, die sich aber jetzt in Fort Wayne befindet.
- 1961: Portraitrelief von Ludwig Heinrich Christoph Hölty an dem Gedenkmal von 1901 auf dem Alten St.-Nikolai-Friedhof in Hannover. Das Portraitrelief trägt die Signatur von Friedrich Adolf Sötebier.
- 1968: Nachgebildetes Portraitrelief von August Heinrich Andreae an dessen Grabmal auf dem Alten St.-Nikolai-Friedhof in Hannover.[17]
- Büste Frieda Fey (1875 geboren in Springe bei Hannover, gestorben 1963 in Münster)
- Der Flötenspieler steht auf dem Schulhof der Adolf-Grimme-Schule in der Straße Langenäcker 38 in Barsinghausen. Die ursprüngliche Flöte ist nicht mehr vorhanden, sie wurde durch ein kurzes Bronzerohr ersetzt.
- 1972: Der Jünglingsbrunnen ist eine Auftragsarbeit des Verkehrs- und Verschönerungsvereins Wennigsen und das letzte vollendete Werk von Friedrich Adolf Sötebier. Er steht in Wennigsen (Deister) neben der Straße Klosteramthof, um den sich das Kloster Wennigsen, das Gemeindehaus und Jugendhaus der Marien-Petri-Gemeinde, das Mahnmal für die Opfer des Faschismus und ein Wohnhaus gruppieren.[18] Die Plastik war seinerzeit ein Tabubruch, viele Wennigser waren empört über den nackten Jüngling.[19]

## Meisterschüler
- 1952–1962 Irmgard Siebrecht
- 1960      Henning  Voß[20]

## Ehrungen
- Für die Luther-Statue auf dem Campus des Concordia Theological Seminary in Springfield (Illinois) erhielt er im Jahr 1957 den Ehrendoktortitel der dortigen Universität. Vorbild der Luther-Statue waren ein Kupferstich von 1520 und ein Gemälde von 1526 von Lukas Cranach dem Älteren. Die Luther-Statue wurde im Herbst 1976 auf den Campus des Concordia Theological Seminary in Fort Wayne, Indiana, Vereinigte Staaten versetzt.[21]

## Zitat

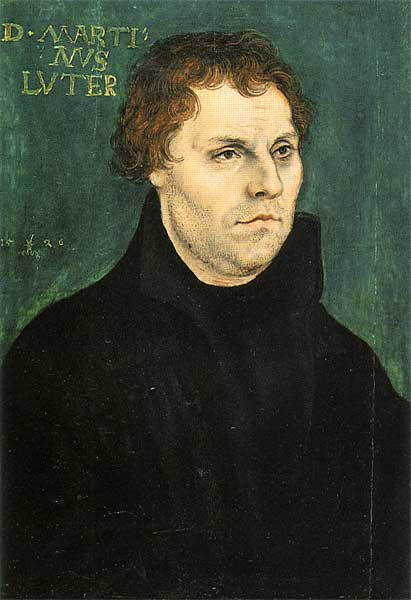
Martin Luther 1526 von Lucas Cranach dem Älteren. Friedrich Adolf Sötebier verwendete dieses Bild als Vorlage für seine Lutherstatuen.

Friedrich Adolf Sötebier schrieb im Dezember 1950 zu Beginn seiner künstlerischen Laufbahn über das Wesen der Portraitkunst:
- Lassen Sie mich zur Verdeutlichung noch einiges, das hier und da vielleicht unbescheiden klingen mag, über das Wesen der Portraitkunst sagen: Es dreht sich ja beim Portrait nicht darum, eine objektive Vorstellung zu bringen, sondern mehr darum, eine Kongruenz der gegebenen Form, die so und nicht anders ist, mit dem Wesen des Dargestellten überzeugend zu gewinnen.„Gesichte haben ihren Ursprung in denen, die sie schauen“, sagte ein Bedeutender. Der Mensch ist mehr als ein anatomischer Aufbau aus Fleisch und Bein. Schopenhauer hat sich einmal dem Maler Hamel gegenüber gegen eine inferiore Art des Darstellens und Dargestelltwerdens gewehrt mit den Worten: „Das Portrait ist trefflich gemalt, aber ich bin es nicht. Das ist ein beschränkter Dorfschulze. Merken Sie sich, junger Mann, das Portrait soll kein Spiegelbild sein, das liefert das Daguerreotyp besser. Das Portrait muß ein lyrisches Gedicht sein, aus dem einem eine ganze Persönlichkeit mit ihrem ganzen Denken, Fühlen und Wollen entgegenspricht.“ Darf ich noch die Bemerkungen des Kritikers P. Wertheim zitieren: „Wenn es zu Luthers Zeiten den Photographen schon gegeben hätte, so wäre wahrscheinlich das Bild, das er uns von dem großen Reformator zu überliefern gehabt hätte, ein ganz anderes gewesen, als dieser Typus eines trutzigen, unerschütterlichen Glaubensstreiters, den Cranach der Welt geschaffen hat und der uns den Inbegriff von Luthers Gottesstreitertum verkörpert. Vielleicht hätten wir in dem photographierten Luther nichts weiter als ein typisches Mönchsgesicht, vielleicht ein fanatisch durchgeistigtes, vielleicht aber auch nur das eines erfolgreichen Kirchenpolitikers, der einigen Wert auch auf die Genüsse dieses irdischen Daseins legte, gehabt und wären damit um eine große Illusion ärmer. Die imaginäre, die geistige Persönlichkeit, das ist es, was er als Kernholz, als das Verewigungswürdige herausschält aus der Person Luthers.“[22]